# ATP Challenger Dijon
Der ATP Challenger Dijon (offiziell: Dijon Challenger) war ein Tennisturnier, das von 1988 bis 1990 in Dijon, Frankreich, stattfand. Es gehörte zur ATP Challenger Tour und wurde im Freien auf Teppich gespielt.

## Liste der Sieger

### Einzel
| Jahr | Sieger            | Finalgegner       | Ergebnis      |
| ---- | ----------------- | ----------------- | ------------- |
| 1990 | Guillaume Raoux   | Henrik Holm       | 2:6, 6:4, 6:4 |
| 1989 | Martin Laurendeau | Brad Pearce       | 4:6, 6:1, 7:6 |
| 1988 | Ronnie Båthman    | Tobias Svantesson | 7:6, 6:1      |

### Doppel
| Jahr | Sieger                           | Finalgegner                              | Ergebnis      |
| ---- | -------------------------------- | ---------------------------------------- | ------------- |
| 1990 | Mansour Bahrami Rodolphe Gilbert | Jan Apell Peter Nyborg                   | 7:5, 6:2      |
| 1989 | Nduka Odizor Paul Wekesa         | Brad Pearce Greg Van Emburgh             | 6:4, 6:2      |
| 1988 | Howard Endelman Gavin Pfitzner   | Mihnea-Ion Năstase Fernando Pérez Pascal | 7:6, 6:7, 6:4 |